# Thumatha senex
Thumatha senex (tên tiếng Anh: Round-winged Muslin) là một loài bướm đêm thuộc phân họ Arctiinae, họ Erebidae. Nó được tìm thấy ở miền bắc và Trung Âu, Anpơ, miền bắc Tiểu Á, Krym và tây nam Siberia.
Sải cánh dài 15–20 mm. Con trưởng thành bay từ giữa tháng 6 to giữa tháng 8 làm một đợt.
Ấu trùng ăn địa y (đặc biệt là Peltigera canina) và rêu.

## Hình ảnh

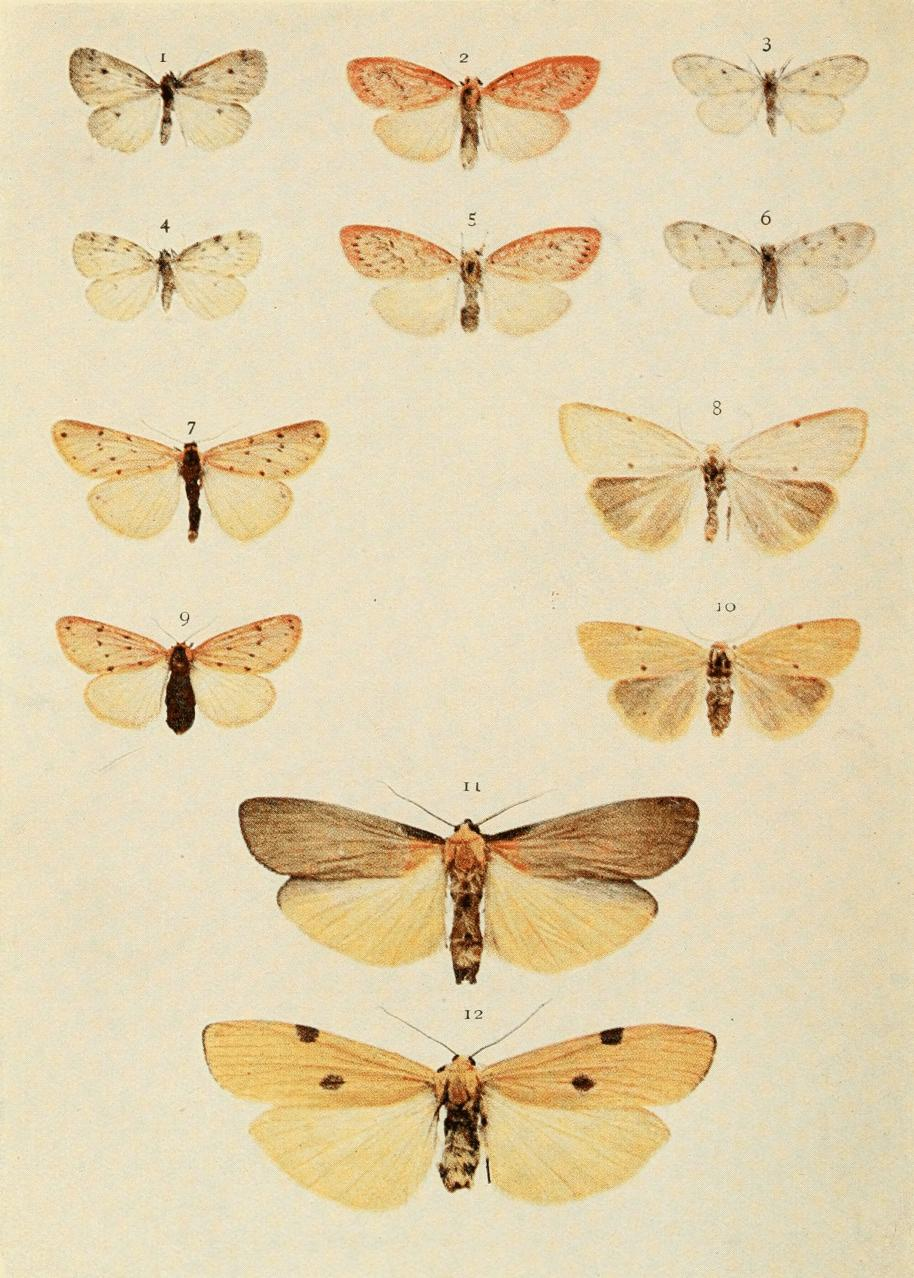
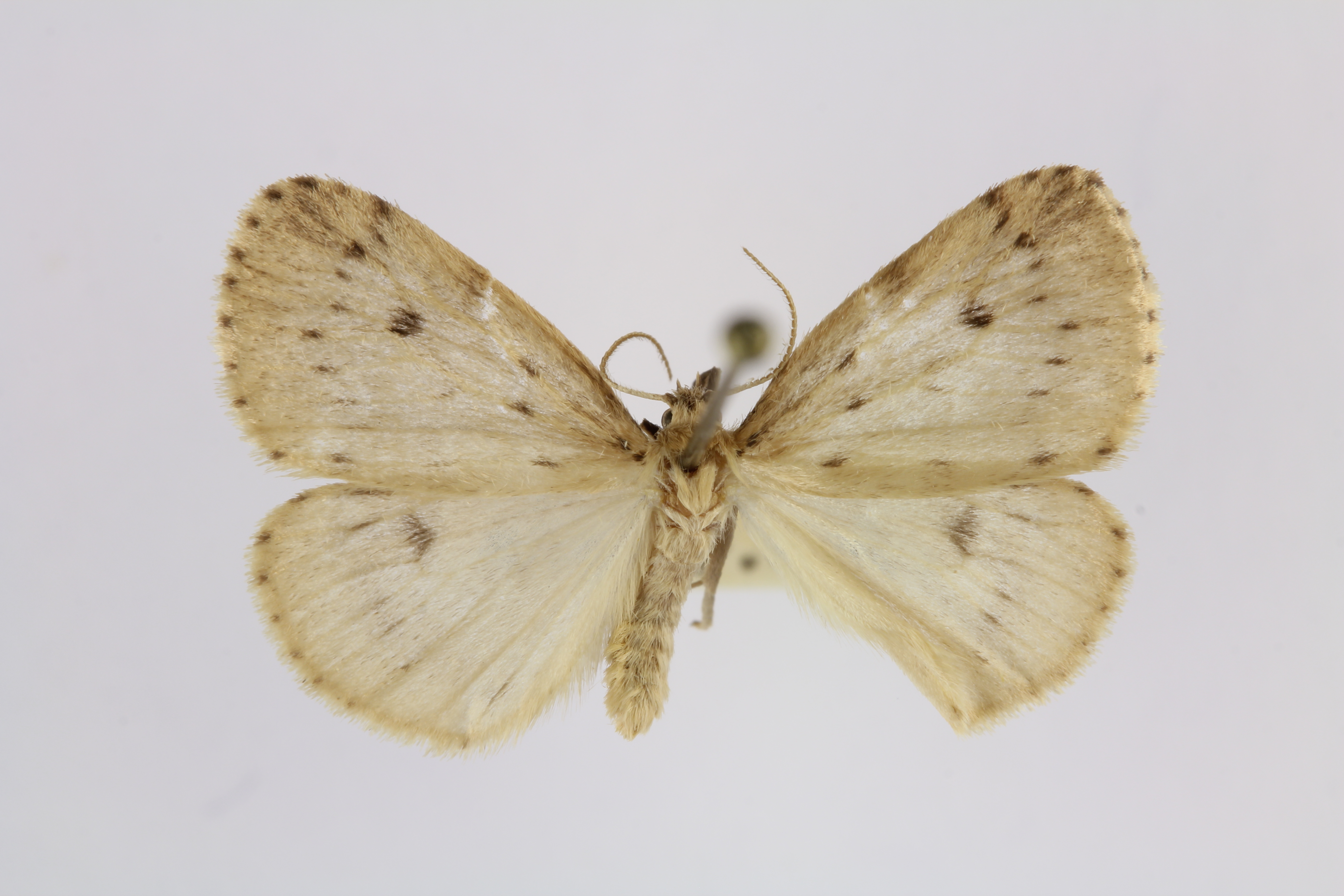